# يانوش كورفينوس
يانوش كورفينوس (المجرية: Corvin János، الكرواتية: Ivaniš Korvin، الرومانية: Ioan Corvin؛ 2 أبريل 1473 – 12 أكتوبر 1504)؛ كان ابنًا غير شرعيًا لوالديه ماتياس كورفينوس ملك المجر وعشيقته باربارا إيدلبوك، وهي مواطنة نمساوية التقاها الملك ماتياس خلال قمة في فيينا عام 1470، حيث نظّم الإمبراطور فريدرش الثالث حفلات راقصة، وقد اصطحابها معه إلى بلاطه في بودا.
ولد يايوش في بودا، كان ماتياس يخطط في البداية لإعداده للخدمة الكنسية، لكنه غيّر رأيه لاحقًا عندما فقد الأمل في إنجاب وريث شرعي من زوجته بياتريس النّابولية، فقرر تنصيبه وريثًا له، منحه ألقابًا واسعة وثروات ضخمة، وخلع عليه لقب أمير، ومنحه إقطاعيات في سيليزيا (دوقية غلوغوف)، وكما طلب من حكام الحصون بالولاء له، وسعى لتزويجه من بيانكا ماريا سفورزا، لكن خطط الزواج فشلت بسبب تدخل الملكة بياتريس.
كان ماتياس يأمل في أن يعترف به الإمبراطور فريدرش الثالث كأمير ملكي، مقابل التخلي عن الأراضي الهابسبورغية المحتلة، لكن موت الملك المفاجئ حال دون ذلك. وجد يانوش نفسه محاطًا بالأعداء، وسُرعان ما أُجبر على التنازل عن مطالبته بالعرش مقابل وعد بتتويجه ملكًا على البوسنة، وبينما كان ينسحب جنوبًا ومعه كنوز التاج، هُوجم عليه في معركة تشونتمزي (4 يوليو 1490) قرب كيليش من أنصار الملكة الأرملة بياتريس، وفقد كل شيء.
بعد انتخاب فلاديسلاف الثاني ملك بوهيميا والمجر في 15 يوليو 1490، قدّم له يانوش الولاء، وحصل على لقب دوق سلافونيا وأوباڤا، لكنه خسرهما بعد خمس سنوات، وعندما غزا ماكسيميليان الأول المجر، سلّم يانوش ثلاث قلاع مهمة هي برسبورغ (براتيسلافا حاليًا)، كوماروم تاتا للملك الجديد، ولكن كبار النبلاء بقيادة ستيفن زابوليا، طالبوا بممتلكاته وأقحموا اسمه في نزاعات مكلفة، إذ تمكّنوا من التأثير على الملك، الذي اتسم بالفتور والارتياب، فأصبح ينظر إلى يانوش بريبة، مما أتاح لهم التصرف بحصانة تامة.

### الزواج والذرية
تزوج كورفينوس عام 1496 من بياتريس فرانجيبان، ابنة برناردين فرانجيبان ولويزا مارزانو داراغونا (مواليد 1455)؛ تحسنت مكانته بعد الزواج، وفي 1498 أصبح بان لكرواتيا وسلافونيا. دافع بين 1499 و1502 عن ما تبقى من البوسنة ضد العثمانيين، وسعى في 1503 لتولي منصب البالاطين لكنه فشل بسبب خصومه، وتوفي في كرابينا في 12 أكتوبر 1504، وأنجبت له:
- إليزابيث (1496–1508).
- كريستوفر (1499–1505).
- ماتياس (1504–1505).[3]